# Mühlen-Stein-Park

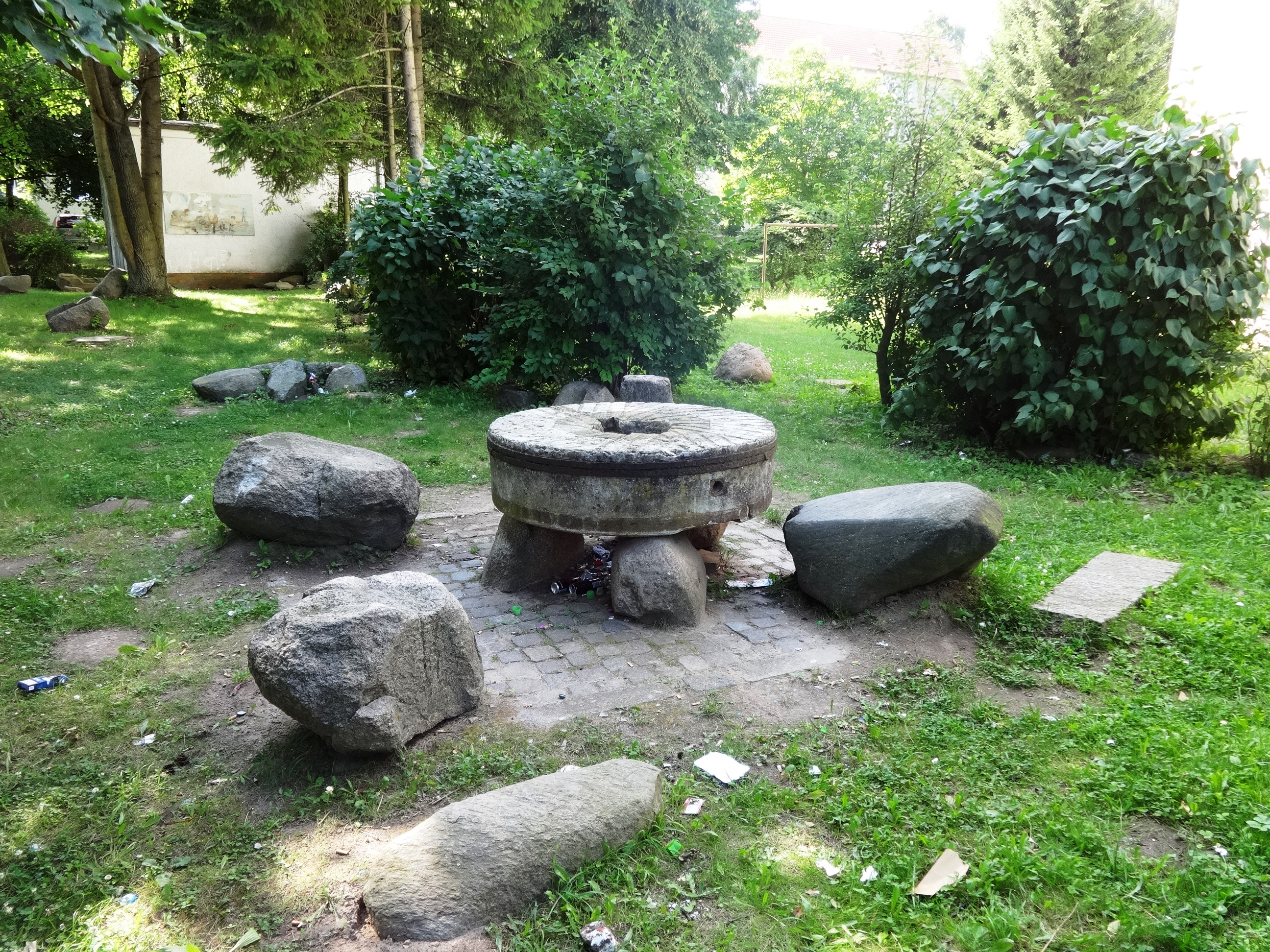
Mühlen-Stein-Park in Wolgast

Der Mühlen-Stein-Park (auch Mühlenstein-Park genannt) ist eine Parkanlage in Wolgast im Landkreis Vorpommern-Greifswald in Mecklenburg-Vorpommern.

## Lage und Geschichte
Der vergleichsweise kleine Park befindet sich im Osten der Stadt in der Nähe der Bundesstraße 111. Er wird im Norden von Wohngebäuden entlang der Pestalozzistraße, im Osten und Süden von der Dr.-Theodor-Neubauer-Straße sowie im Westen von weiteren Wohngebäuden einer Wohnungsbaugenossenschaft begrenzt.
Die Anwohner der Häuser 36 bis 45 legten in den 1980er Jahren auf einer zuvor freien Fläche der Genossenschaft einen kleinen Park an und pflanzten dort Eichen, Birken, Buchen, Kiefern und Pappeln.

## Aufbau
Bei Flurbegehungen im Raum Wolgast und Usedom fanden Experten eine Vielzahl an steinzeitlicher Artefakte, die zunächst im Freilichtmuseum der Stadt aufbewahrt wurden. Unter den Exponaten, die im Park aufgestellt sind, befinden sich Trogmühlen, Reibplatten und Mühlsteine aus der Neuzeit. Sie wurden zusammen mit Vulkanit und Sedimentgestein teilweise zu Sitzgruppen angeordnet. Daneben stehen auf dem Gelände einige Kultsteine.